# Vita d'artista
Vita d'artista è un romanzo di Carlo Cassola scritto nel 1975 e pubblicato dalla casa editrice Rizzoli nel 1980.
Il romanzo ripercorre la biografia fittizia dello scultore Leone Verrasto, dietro il quale si celano Renato Guttuso e in parte l'autore stesso. L'opera intende confrontare l'ambiguo rapporto tra politica e arte, tra verità e bellezza.

## La critica
Scrive Renato Bertacchini che il romanzo è percorso da un'idea elementare, quella secondo la quale l'ideologia e i fini politici non sarebbero compatibili con la creatività e la libertà artistica. «Lo schieramento politico, il vassallaggio di partito, se assicurano successo e plauso allo scultore [...] compromettono tuttavia la validità e la sincerità della sua ricerca creativa, falsandogli infine le stesse ragioni più profonde e autentiche del vivere». Il romanzo è ambientato tra gli anni del fascismo e quelli del dopoguerra a Roma: la via Margutta e il quartiere vicino alla stazione dove lo scultore infine si stabilisce costituiscono la chiave di lettura della domanda principale del romanzo, ovvero la compatibilità o incompatibilità di arte e politica, la bellezza (via Margutta) contro la verità (il quartiere della stazione).

## Edizioni
- Carlo Cassola, Vita d'artista, Milano, Rizzoli, 1980.